# Koruszka
Koruszka – przysiółek wsi Kaszowo w Polsce położona w województwie dolnośląskim, w powiecie milickim, w gminie Milicz.
W latach 1975–1998 miejscowość administracyjnie należała do województwa wrocławskiego.
Do około roku 2003 wieś nazywała się Garuszki. Przed wojną nosiła nazwę Garuschke. Na terenie wsi znajduje się leśniczówka zbudowana na początku XX w.
Wieś położona wśród lasów. W pobliżu miejscowości znajdują się stawy usytuowane są w obniżeniu, którym płynie rzeka Barycz, ale są zasilane wodą z jej dopływu, rzeki Młynówki. Prowadzi tędy szlak pieszy i szlak rowerowy niebieski, zwany archeologicznym; około 700 m od wsi, w kierunku południowo-zachodnim, znajduje się silnie zniszczone grodzisko z X-XI w. Podczas prac archeologicznych odkryto tu brukowy wjazd oraz kamienne fundamenty bramy. Gród strawił pożar, prawdopodobnie po którejś z wojen. Wokół niej rozciągają się sosnowe lasy.